# Euctenurapteryx luteiceps
Euctenurapteryx luteiceps är en fjärilsart som beskrevs av Felder 1879. Euctenurapteryx luteiceps ingår i släktet Euctenurapteryx och familjen mätare. Inga underarter finns listade i Catalogue of Life.